# WASP-13
WASP-13 — звезда в созвездии Рыси. Находится на расстоянии приблизительно 505 световых лет от Солнца. Вокруг звезды обращается, как минимум, одна планета.

## Характеристики
WASP-13 представляет собой жёлтый карлик главной последовательности с массой и радиусом, равными 1,03 и 1,34 солнечных соответственно. Температура поверхности звезды составляет около 5826 кельвинов.

## Планетная система
В 2008 году группой астрономов, работающих в рамках программы SuperWASP, было анонсировано открытие планеты WASP-13 b в системе. По массе она значительно уступает Юпитеру, однако по размерам превосходит его. Планета очень близко обращается к родительской звезде (на расстоянии около 0,05 а.е.), поэтому её атмосфера чрезвычайно сильно нагрета. Астрономы оценивают её температуру в 1900 кельвинов или 1627 градусов по Цельсию. Открытие планеты было совершено транзитным методом.